# Ozieri
Ozieri là một đô thị (comune) ở tỉnh Sassari, vùng Sardinia của Ý. Đô thị Ozieri có diện tích km2, dân số thời điểm 31 tháng 5 năm 2005 là người.
Ozieri có diện tích 252,45  km², dân số theo ước tính năm 2008 của Viện thống kê quốc gia Ý là 11.031 người. 
Các đơn vị dân cư:
Đô thị Ozieri giáp với các đô thị: